# Новая Бурма
Новая Бурма (баш. Яңы Борма) — село в Аскинского района Республики Башкортостан Российской Федерации. Входит в состав Аскинского сельсовете

## География
Расположена на правом берегу реки Тюй в 155 км к северу от Уфы.

### Географическое положение
Расстояние до:
- районного центра (Аскино): 8 км,
- ближайшей железнодорожной станции (Щучье Озеро): 35 км.

## Население
| 2002 | 2009 | 2010 |
| ---- | ---- | ---- |
| 246  | ↘206 | ↘189 |

Согласно переписи 2002 года, преобладающие национальности — русские (44 %), башкиры (46 %).

## Инфраструктура
Личное подсобное хозяйство с зоной сельскохозяйственного использования, индивидуальная застройка усадебного типа.
Основа экономики — сельское хозяйство.

## Транспорт
Через деревню проходит автодорога Аскино — Щучье Озеро.